# Menzel Bouzelfa
Menzel Bouzelfa o Menzel Bou Zelfa (àrab: منزل بوزلفة, Manzil Būzalfa) és una ciutat de Tunísia, a la governació de Nabeul, al centre de la regió i península del Cap Bon. És a uns 50 km per carretera de Nabeul. Té, a 9 km a l'oest, la ciutat de Soliman. La població de la municipalitat és de 15.000 habitants, en una superfície de 175 hectàrees, i és capçalera d'una delegació amb 33.190 habitants al cens del 2004.

## Economia
La seva principal activitat econòmica és la producció de taronges i mandarines (la comarca produeix dos terços de la producció nacional). Cada any s'hi celebra un festival dedicat a la taronja.

## Història
Fou fundada al segle viiisota els aglàbides, sobre les restes de l'antiga ciutat de Megalòpolis, una ciutat d'origen cartaginès, que després va passar als romans. Sembla que fou poblada per grups de la tribu àrab dels Banu Tamim que parlaven un dialecte una mica diferent de l'àrab de l'Hijaz i es convertí en una estació a mig camí entre Tunis i Kélibia, el port des d'on els aglàbides sortien per a les seves expedicions per la mar Mediterrània i especialment cap a Sicília.
Tot i existir nombroses restes arqueològiques púniques i romanes, no queda cap resta àrab anterior al segle xv (una tauleta trobada a la mesquita que indica que aquest edifici es va fer al començament del segle xv).
Dos ksars o fortaleses que encara existeixen es van construir per protegir la ciutat a partir del segle xvi, quan van començar els atacs castellans, seguits pels d'altres potències.
Al segle xvii s'hi van establir alguns andalusins, i la seva influència resta a la mesquita, al mausoleu de Sidi Abdelkader i a altres llocs. Foren els andalusins els que van introduir la vinya per complementar el cultiu de l'olivera i els fruiters, fins llavors cultius predominants.
Al segle xvii, als ja nombrosos establiments religiosos s'hi van afegir les tariqes o confraries, en especial la issawiyya i la qadiriyya, amb els seus fidels anomenats muridís. La zàwiya de sidi Abdelkader de Menzel Bouzefla va adquirir (i conserva) el dret de control sobre totes les tariqes de Tunísia. Els beis de Tunísia, veient la popularitat de la qadiriyya, se'n van fer membres i van construir a Tunis una zàwiya dedicada a sidi Abdelkader per poder-hi assistir a les festivitats religioses.
Els cítrics es van desenvolupar a partir del segle xx, i la taronja coneguda com maltesa tunisiana es va fer famosa.
El 1952 la comarca, junt amb la de Bargou, va esdevenir el primer focus de la resistència contra els francesos.

## Administració
És el centre de la delegació o mutamadiyya homònima, amb codi geogràfic 15 62 (ISO 3166-2:TN-12), dividida en cinc sectors o imades:
- Damous El Hajja (15 62 51)
- Errahma (15 62 52)
- Menzel Bou Zelfa Nord (15 62 53)
- Menzel Bou Zelfa Sud (15 62 54)
- Menzel Bou Zelfa Ouest (15 62 55)

Al mateix temps, forma una municipalitat o baladiyya (codi geogràfic 15 29). La municipalitat fou creada per decret el 19 de febrer de 1921.